# Mark IX
Mark IX je bil tank britanske vojske v prvi svetovni vojni. To je bil prvi tank osredotočen samo na transportne naloge.

## Zgodovina in opis tanka
Problem pehote ni bila prepočasnost ali okretnost, saj so bili prvotni tanki zelo počasni. Premikati so se morali le po pehotnih poteh. Ta vrsta tankov je nastala zaradi obstreljevanja pehote s puškomitraljezi. To je bil glavni vzrok, da je nastal transportni tank, ki je nudil zavetje pehoti. Poleti leta 1917 je G.R. Rackham ukazal izdelavo tanka, ki bi prevažal pehoto. Septembra 1917 sta bila narejena prva dva prototipa. Tank je bil namenjen za transport ljudi in opreme. Naročenih je bilo 200 tankov, vendar so bili narejeni le trije.